# Abus Kransysteme
Abus Kransysteme GmbH (Eigenschreibweise: ABUS Kransysteme) ist ein deutscher Hersteller von Brückenkranen mit Sitz in Gummersbach.

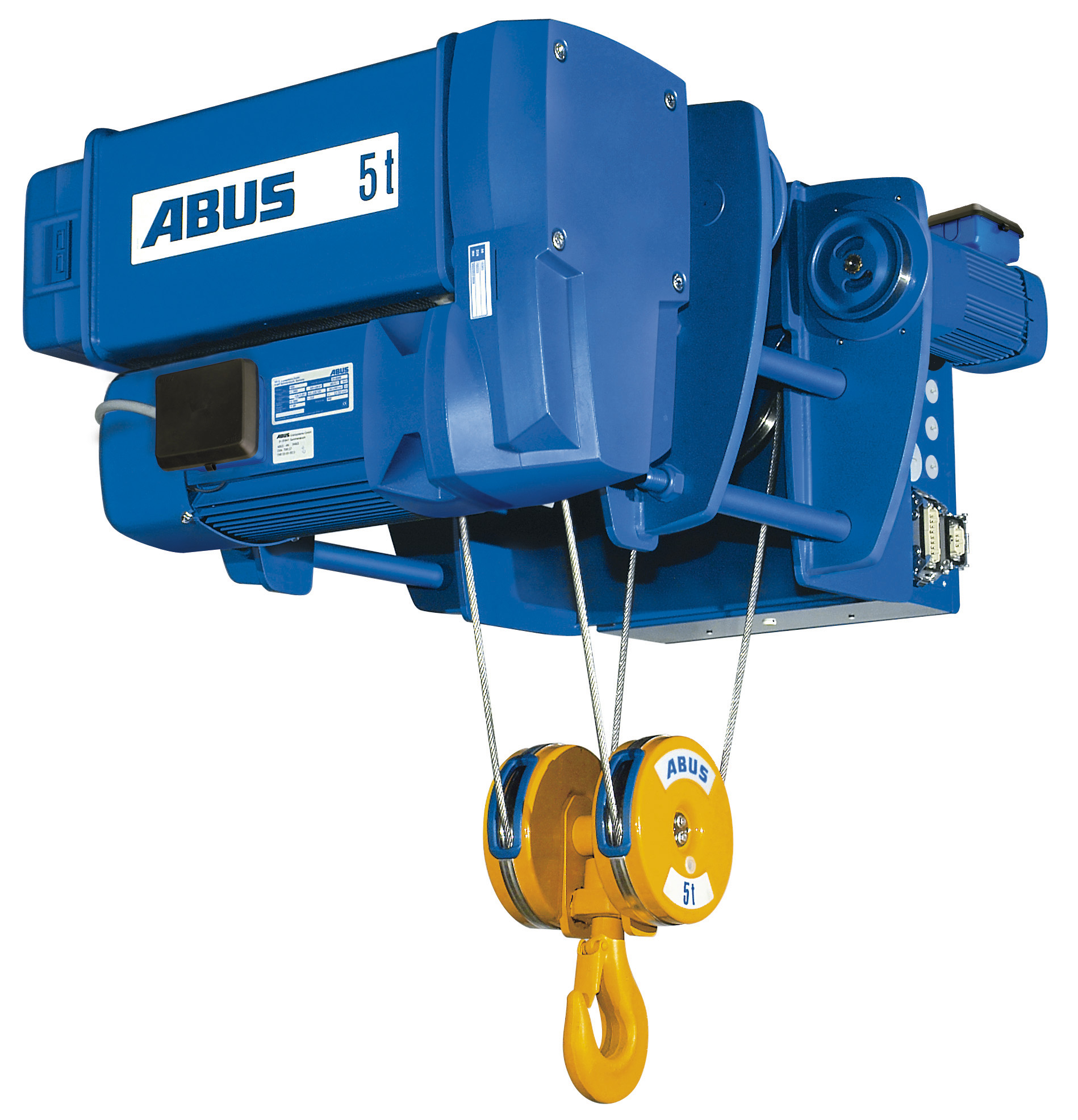
Elektroseilzug als Einschienenlaufkatze

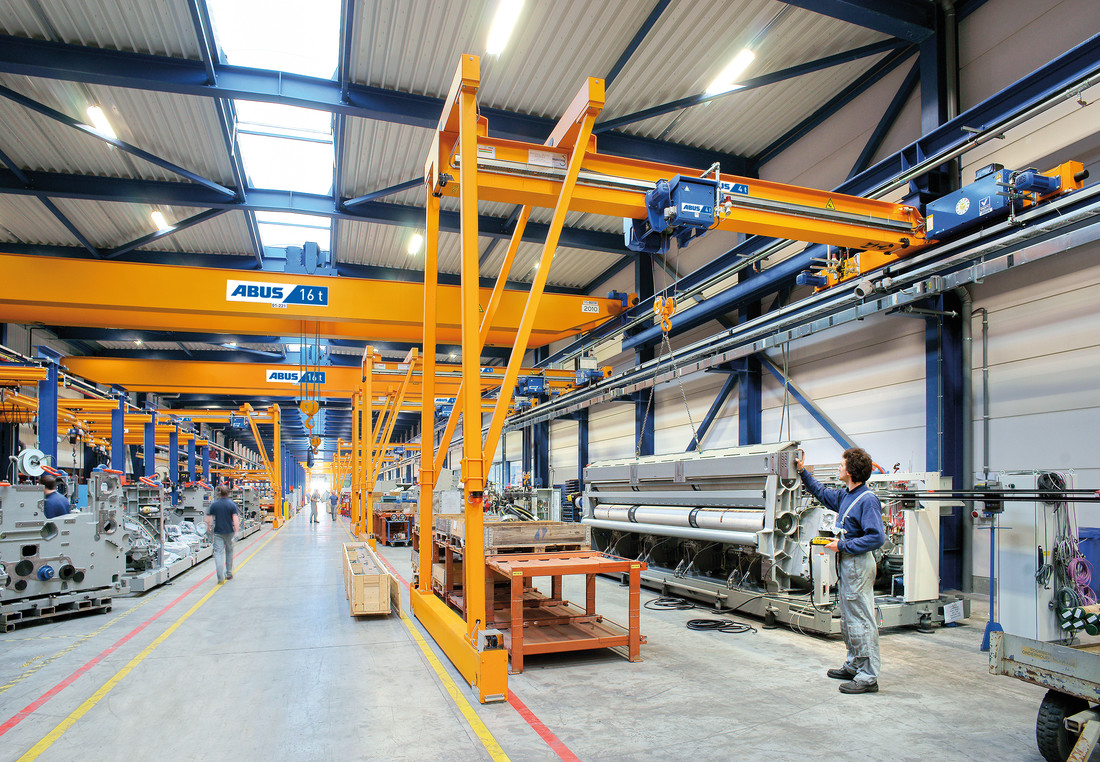
Halbportalkran und Zweiträgerlaufkran in Industrieunternehmen

## Geschichte
Die Abus Kransysteme KG wurde 1965 von Werner Bühne gegründet und zählt heute zu den europaweit führenden Herstellern von Brückenkranen. Das Abus-Programm umfasst Transportsysteme für den Lastbereich von 80 kg bis 120 Tonnen. Pro Jahr werden etwa 6.000 Kransysteme und 14.000 Hebesysteme hergestellt.

## Unternehmensstruktur
Abus unterhält Produktionsanlagen für Schwenkkrane und Hängebahnsysteme in Marienheide-Rodt, für Laufkrane in Gummersbach-Lantenbach und im Gummersbacher Gewerbepark Sonnenberg. Ein Entwicklungs-, Test- und Schulungszentrum befindet sich ebenfalls am Standort Marienheide.
Alleiniger Gesellschafter der Abus Kransysteme GmbH ist die LBI Holding GmbH in Gummersbach mit identischem Vorstand.
In Deutschland gibt es 19 Werksvertretungen, an rund 40 Standorten werden Servicestützpunkte unterhalten. In Europa werden sechs eigene Tochtergesellschaften geführt, darüber hinaus erfolgt der Vertrieb über 17 Partnerunternehmen. Auch in Shanghai wird eine eigene Niederlassung unterhalten, hinzu kommen weltweit 27 weitere Vertriebspartner. Am Stammsitz des Unternehmens in Gummersbach befindet sich auf drei Ebenen ein 1600 m² großer Ausstellungsraum mit dem Namen „KranHaus“.

## Produkte
Laufkrane, Schwenkkrane, Hängebahn-Systeme, Hebezeuge, Seilzüge, Kettenzüge sowie Kranzubehör

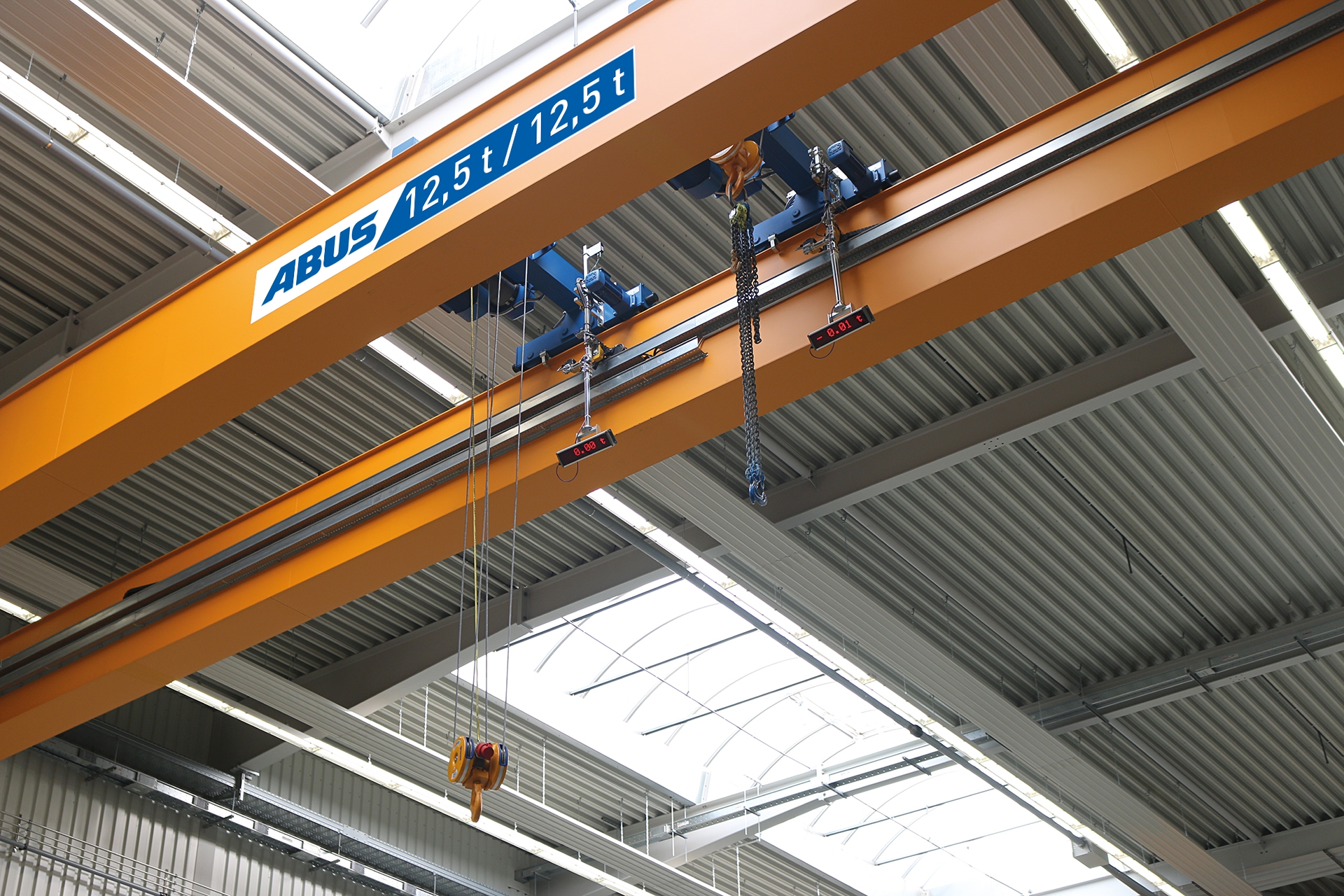
Zweiträgerlaufkran mit Laufkatzen
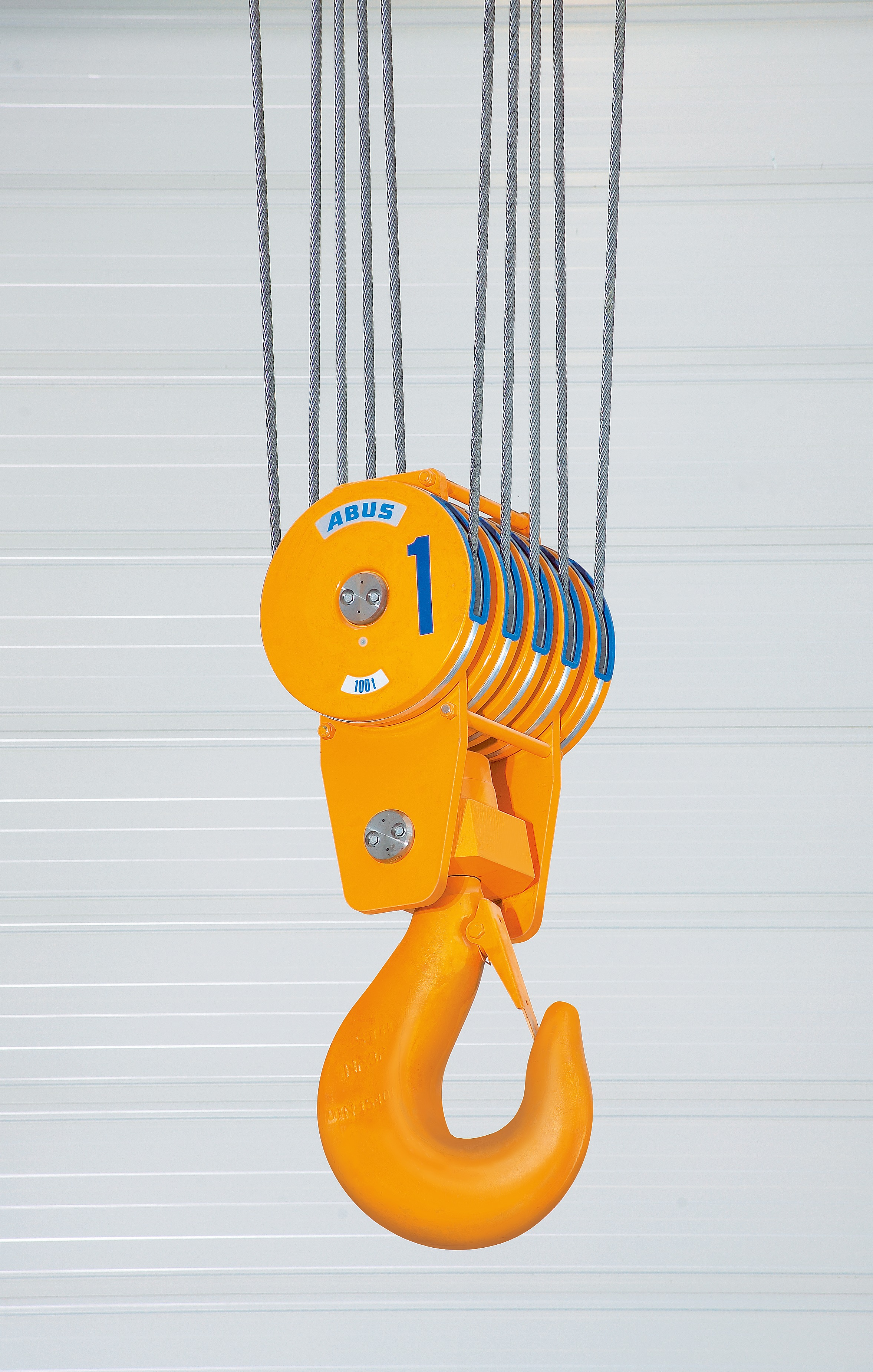
Unterflasche mit Lasthaken
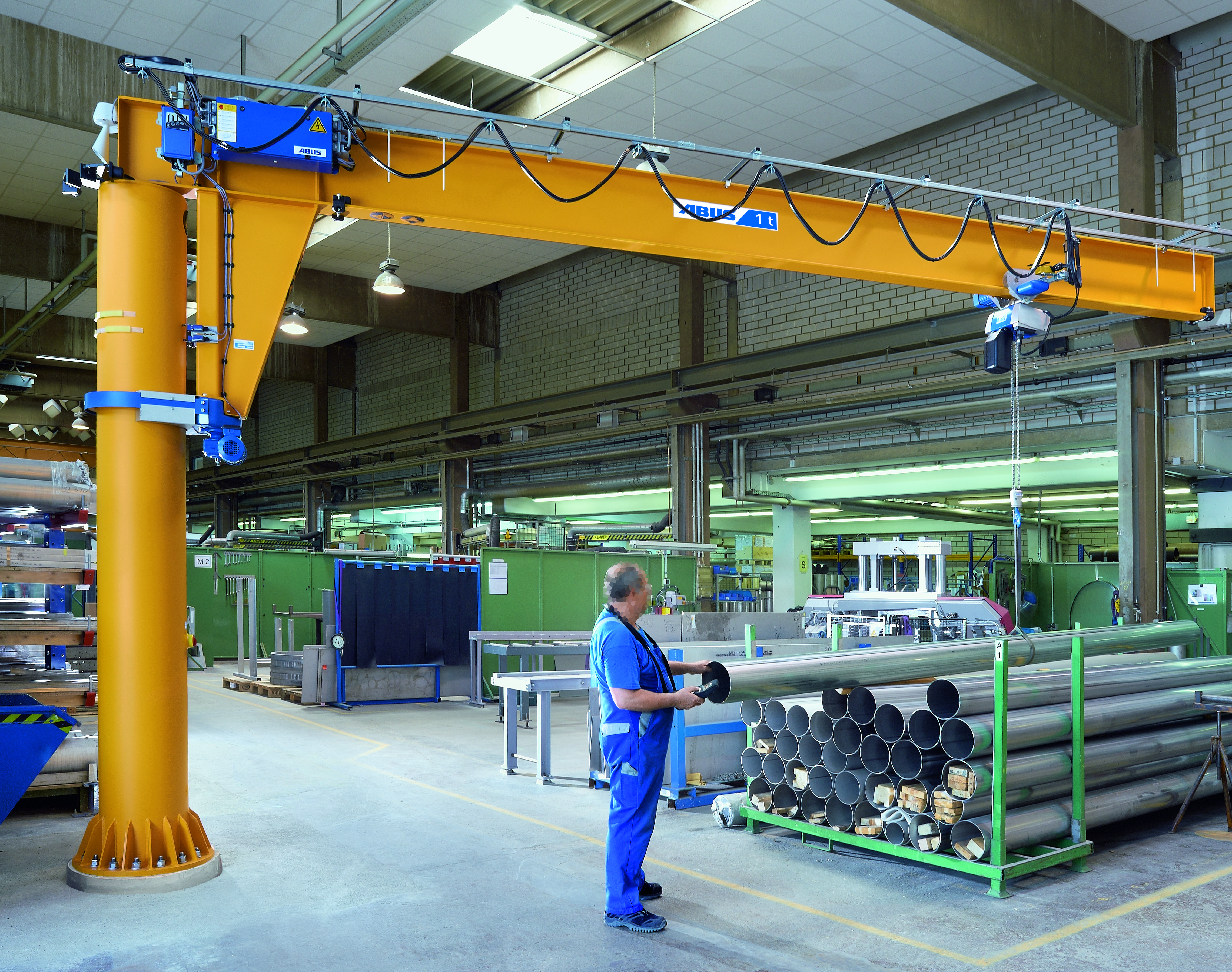
Säulenschwenkkran mit Kettenzug